# Magyarhertelend
Magyarhertelend is een plaats (község) en gemeente in het Hongaarse comitaat Baranya. Magyarhertelend telt 668 inwoners (2001).